# Syntaxe allemande
Pour un article plus général, voir Allemand.
L'allemand est une Langue SVO, une langue dont les phrases sont constituées selon le triangle sujet-verbe-complément. 

## Place duverbe
Le verbe se place toujours en première, deuxième ou dernière position selon le rôle du verbe et la nature de la préposition.

## Phrase déclarative
Dans la phrase déclarative, le verbe conjugué se trouve en deuxième position.
- Ich fahre schnell. (Je conduis vite.)

Le complément et le sujet peuvent se placer librement autour du verbe. Dans l'exemple ci-dessous, le complément se trouve avant le verbe et le sujet après celui-ci. 
- Viel arbeitet er. (Il travaille beaucoup.)

Le participe passé du verbe se place toujours en fin de proposition. Tout comme les particules séparables de certains verbes.
- Ich habe einen Beilageteller gegessen. (J'ai mangé une assiette d'encart.) Ich gehe nach der Mittagspause nach Hause zurück. (Je rentre à la maison après la pause déjeuner.)

Dans une proposition subordonnée, le verbe conjugué se retrouve en dernière position après le participé passé. 
- Was ich noch zu sagen hätte, hast du schon alles gesagt. (Qu'aurais-je de plus à dire, tu as déjà tout dit.)

Il faut savoir que les mots und (et), oder (ou), aber (mais), sondern (mais) et denn (ensuite) ne comptent pas pour un élément.
- Exemple : Und du wohnst in Deutschland. (Et tu vis en Allemagne.)

## Phrase interrogative

### Avec mot interrogatif
Lorsque la question est posée avec un mot interrogatif (Wie ? Was ? Wo ? Woher ? Wohin ? Wann ? Wenn ?...) le verbe conjugué est placé en seconde position. Le mot interrogatif est lui alors systématiquement placé en premier. 
- Exemple : Wann kommst du nach Hause zurück ? (Quand reviens tu à la maison ?)

### Sans mot interrogatif
Le verbe conjugué est alors systématiquement en première place.
- Exemple : Essen Sie Brot ? (Mangez vous du pain ?)